# Andrew Barton
Pour les articles homonymes, voir Barton.

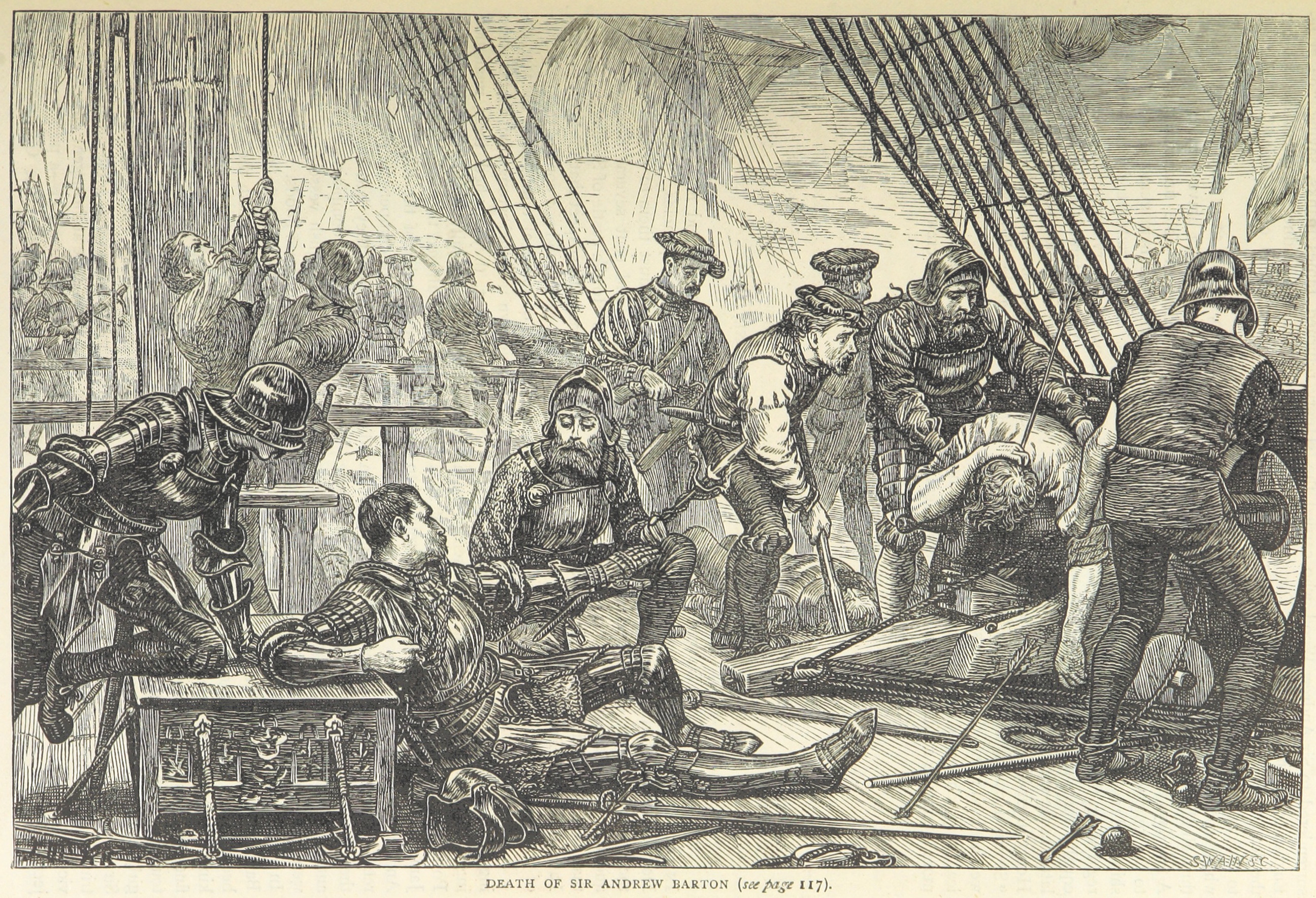
Illustration de la mort d'Andrew Barton dans British Battles on Land and Sea de James Grant.

Sir Andrew Barton (né vers 1466 à Glasgow, mort en 1511), Grand Amiral d'Écosse.
Issu d'une famille de la noblesse anglaise anoblie en 1237, installée en Écosse depuis deux générations, Andrew Barton reçoit une éducation traditionnelle et entre à l'école militaire d'Edimbourg en 1468.
Il sort en 1472 et entame alors un voyage vers la péninsule ibérique, et s'installe temporairement à Porto. C'est là qu'il côtoie les milieux aisés portugais, et il se lie alors avec les milieux marins. Cette période sombre de sa vie est méconnue, on sait toutefois qu'il regagne Édimbourg en 1478, où il obtient le cachet de la couronne pour devenir corsaire. Il jette alors son dévolu sur l'Andalousie, et pille les navires marchands à bord de bateaux pirates. Il était grand amateur, et fin connaisseur de géographie, et on lui doit l'établissement de cartes maritimes précises de l'Angleterre.
Il meurt le 18 mars 1511, atteint d'une grave maladie, et n'a pas le temps de réaliser son projet, l'écriture de ses mémoires de corsaire.
C'est lui qui inspire le roman de Conrad Aiken, Earth Triumphant. Une chanson folklorique anglaise lui rend hommage : Sir Andrew Barton.